# رودرسدورف
رودرسدورف (به آلمانی: Rüdersdorf bei Berlin) یک شهر در آلمان است که در مرکیش-اودرلند واقع شده‌است. رودرسدورف ۱۵٬۷۸۲ نفر جمعیت دارد.